# Johann Tschopp
Johann Tschopp (Miège, 1º luglio 1982) è un ex ciclista su strada e ciclocrossista svizzero, professionista dal 2004 al 2014.

## Carriera
Dedicatosi inizialmente al ciclocross (partecipa anche ai Campionati del mondo 2003), passa professionista nel 2004 con la Phonak. In seguito allo scioglimento di questa squadra si è trasferito nel 2007 alla Bouygues Télécom, poi diventata Bbox Bouygues Telecom.
La sua vittoria più importante arriva il 29 maggio 2010, nella 20ª tappa del Giro d'Italia, quella con arrivo sul Passo del Tonale. Durante quella tappa Tschopp fu anche il primo a passare in cima al Passo di Gavia, Cima Coppi di quell'edizione della corsa.

## Palmarès
- 2009

4ª tappa La Tropicale Amissa Bongo (Oyem > Bitam)
- 2010

20ª tappa Giro d'Italia (Bormio > Ponte di Legno-Tonale)
- 2012

5ª tappa Tour of Utah (Park City > Snowbird)
Classifica generale Tour of Utah

### Altri successi
- 2013

Classifica scalatori Paris-Nice

## Piazzamenti

### Grandi Giri
- Giro d'Italia

2005: 41º
2006: 45º
2009: 126º
2010: 34º
2011: 16º
2012: 14º
- Tour de France

2007: 93º
2008: 54º
- Vuelta a España

2010: 81º
2011: ritirato
2014: non partito (14ª tappa)

### Classiche monumento
- Liegi-Bastogne-Liegi

2005: 92º
2008: 92º
2009: ritirato
- Giro di Lombardia

2004: ritirato
2009: 73º
2013: 26º
2014: 73º

### Competizioni mondiali
- Campionati del mondo su strada

Verona 2004 - In linea Elite: ritirato